# Dysschema postflava
Dysschema postflava är en fjärilsart som beskrevs av Erich Martin Hering 1926. Dysschema postflava ingår i släktet Dysschema och familjen björnspinnare. Inga underarter finns listade i Catalogue of Life.